# 福島事件
福島事件（ふくしまじけん）は、自由民権運動のなかで1882年（明治15年）、県令三島通庸が会津三方道路工事事業に反対する福島県の自由党員・農民を弾圧した事件。喜多方事件も含んでいう。民権激化事件のひとつ。

## 概要
1882年2月に着任した三島通庸は、着任すぐ会津地方から新潟県、山形県、栃木県へ通じる県道（会津三方道路）の工事をさせるために、会津地方六郡下の15歳から60歳までの男女を、2年にわたり月一日人夫として働かせるか、一日につき男15銭、女10銭の人夫賃を出させると布告した。さらに、工事に従事しない者の財産を競売に出すなどした。この布告に県会議長河野広中ら福島県会は反発する。各地で三島非難の演説会が開かれた。春から8月までに36回余りの演説会が開かれ、うち19回を解散させるというように警察の弾圧が激化した。そんな最中に福島県会が開会し、県側から前年度2.5倍の地方税増税が提案された。これにも県会は抵抗し、否決に追い込んだ。しかし、三島は内務卿山田顕義から「原案執行」の特別許可を得、県会の議決を事実上無効にした。さらに、三島は自由党に対抗するため旧会津士族からなる帝政党をつくった。彼らに民権家を襲わせ、流血事件が続発した。
8月1日夜、河野ら幹部は福島自由党の本拠地「無名館」(福島市)に集まり、そこで密かに「無名館血誓書」をつくった。その第一条では、「吾党は自由の公敵たる擅制政府を顛覆し、公議政体を建立するを以て任となす」とし、第五条では「吾党の密事を漏らし、及誓詞に背戻(はいれい)する者ある時には、直(ただち)に自刃せしむべし」と厳罰を課した。
11月、佐治幸平らの逮捕をきっかけに、28日午後6時山刀・棍棒・熊手を手に千数百人の農民が弾正ヶ原に集まった。彼らは隊列を整え喜多方警察署におしかけ、警察官は抜刀し農民たちに切りかかり無理やり解散させた(喜多方事件)。29日より東京都、福島県で弾圧が開始され、12月1日深夜には、無名館が巡査隊と福島監獄看守らにより包囲突入され、河野広中ら同志連25人が逮捕、たんすなどが封印された。一連の弾圧で約2000人が逮捕された。翌年1月中旬に「血誓書」が当局に発見され、「国家転覆」という目的が当局の機嫌を損ね、河野らは「国事犯」として裁かれる。逮捕者には容赦ない拷問がくわえられ獄死者が出た。大審院に設置された高等法院により、河野広中が軽禁獄7年、他5人（田母野秀顕・愛沢寧堅・平島松尾・花香恭次郎・沢田清之助）は6年の判決が下った。
また、この事件に反抗した青年自由党員が加波山事件を起こすことになる。

## 処罰された人
- 河野広中（軽禁獄7年）
- 愛沢寧堅（軽禁獄6年）
- 平島松尾（軽禁獄6年）

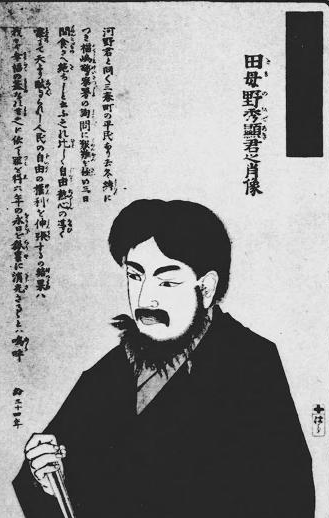
田母野秀顕

- 田母野秀顕（軽禁獄6年） - 石川島監獄で病死[4]
- 花香恭次郎（軽禁獄6年）
- 沢田清之助（軽禁獄6年）
- 原胤昭（新聞紙条例違反、軽禁獄3か月・罰金30円）